# Henriette Dachsbeck
Barbe Henriette Dieudonnée Dachsbeck, née le 14 septembre 1841, morte le 23 janvier 1914, est une pédagogue belge qui consacre sa vie entière à une lutte féministe : celle de l’émancipation de la femme par son éducation,.

## Famille
Fille de Jean-Baptiste Dachsbeck, un employé, et de Anne-Josèphe Tielemans, une rentière, Henriette Dachsbeck naît à Bruxelles le 14 septembre 1841,.
Elle n’a pas d’enfant et reste célibataire toute sa vie durant. Elle se consacre entièrement à l’éducation des femmes,.

## Carrière
Elle étudie à l’École normale subsidiée d’Ixelles où elle obtient un diplôme d’institutrice. Sa compétence pédagogique est très vite remarquée, c’est pourquoi elle y est désignée institutrice le temps d’un semestre.
En 1864, l’administration communale de Bruxelles crée les Cours d’éducation, un enseignement religieusement neutre pour filles dont la direction est confiée à Isabelle Gatti de Gamond. Henriette Dachsbeck y est nommée institutrice dans la section moyenne, autrement dit elle y enseigne en tant que troisième maîtresse. Mais, dès 1866, elle devient première institutrice en raison, encore une fois, de ses compétences. Elle est l’une des plus proches collaboratrices de Isabelle Gatti de Gamond, celle qui lui transmet notamment sa foi dans l’émancipation de la femme par la voie de l’éducation,,,.
En 1876, à la suite du succès des Cours d’éducation A, un nouvel établissement est inauguré. Henriette Dachsbeck est nommée directrice des nouveaux Cours d’éducation, les Cours d’éducation B. Elle accorde beaucoup d’importance à l’éducation esthétique des jeunes filles,,,,.
Elle est fortement appréciée par son personnel et ses élèves, notamment pour l’ambiance familiale qu’elle donne à son établissement. Les qualités les plus fréquemment évoquées à son sujet sont son intelligence, sa bonté, son charme et sa simplicité,,,,,. Mais, même si son établissement s’inscrit dans la continuité des Cours d’éducation dirigés par Isabelle Gatti de Gamond, quelques-unes de ses caractéristiques telles que son côté familial et moins rigide peuvent engendrer certaines tensions entre ces deux pédagogues.
En 1897, elle ouvre une section préuniversitaire pour préparer les jeunes filles à l'examen du Jury central, qui était indispensable pour poursuivre des études universitaires. Elle avance donc encore d’un pas dans son combat féministe.
En avril 1904, Henriette Dachsbeck entre en congé de maladie. Elle prend sa retraite au mois d’octobre de la même année. Elle décède le 23 janvier 1914 à Ixelles. Henriette Dachsbeck ne laisse aucune œuvre écrite mais elle marque tout de même des générations de femmes par son combat et ses idées,,.

## Engagements
Elle est membre de la Ligue de l’enseignement dont l’un des objectifs est le développement de l’instruction des filles,. Elle adhère aussi à la section bruxelloise de l’Alliance belge des femmes pour la paix par l’éducation qui est marquée par cette idée selon laquelle l’instruction permet un changement des mentalités. Celle-ci rejoint la pensée de Henriette Dachsbeck, elle en est d’ailleurs membre active,.

## Hommages
En 1938, le « Cours d'éducation B » devient le lycée H. Dachsbeck afin de rendre hommage à Henriette Dachsbeck, sa première directrice,,.